# Конституционное ношение
В США под конституционным ношением подразумевается ситуация, допускающая ношение ручного огнестрельного оружия (как скрытое, так и открытое) при отсутствии каких-либо разрешений, выдаваемых исполнительной властью. Как правило, это допущение не относится к неограниченному ношению длинноствольного, холодного оружия и оружия других типов. Отношение к подобному ношению оружия может варьироваться от штата к штату.
Термин «конституционное ношение» основывается на прямом толковании Второй поправки к Конституции США, не упоминающей о каких-либо ограничениях, касающихся владения оружием, а также из идеи верховенства федерального законодательства над законами штатов (статья VI, раздел 2 Конституции США). В свою очередь, противники «конституционного ношения» указывают на неоднозначность формулировки (коннотацию) Второй поправки.
В 2008 году, в деле «Округ Колумбия против Хеллера», Верховный суд США принял постановление, гарантирующее гражданам право на личное обладание огнестрельным оружием. А уже в 2010 году, в деле «Макдональд против Чикаго», он же запретил штатам устанавливать более жесткие запреты на владение оружием, чем это установлено федеральным законодательством.
«Конституционное ношение» также иногда называют «Вермонтским ношением», «нелицензированным ношением» или «неограниченным ношением».

## Применение
По состоянию на 23 марта 2017 года, ношение огнестрельного оружия без каких-либо разрешений для лиц любого возраста, не имеющих противопоказаний к ношению, разрешено в 13-ти штатах США:
- Аляска
- Аризона
- Арканзас
- Айдахо (только для резидентов штата)
- Вайоминг (только для резидентов штата)
- Вермонт
- Западная Вирджиния
- Канзас
- Миссисипи
- Миссури
- Мэн
- Нью-Гэмпшир
- Северная Дакота (только для резидентов штата; только скрытое ношение)

В Айдахо, Вайоминге и Северной Дакоте скрытое ношение оружия разрешено только для резидентов штата; нерезиденты обязаны иметь при себе лицензию на ношение. При этом в Северной Дакоте, в противовес остальным 12-ти штатам, запрещено нелицензированное открытое ношение оружия.
С 27 по 29 июля 2014 года неограниченное ношение оружия было разрешено в столице США Вашингтоне — с момента объявления федеральным судьей Фредериком Дж. Скаллином запрета на ношение огнестрельного оружия неконституционным до приостановки этого решения.